# ヨス＝トラゴン
ヨス＝トラゴン (Yoth-Tlaggon) は、創作ジャンルクトゥルフ神話に登場する架空の神。
元々はハワード・フィリップス・ラヴクラフトがクラーク・アシュトン・スミスに宛てた手紙の中の一節に名前が出るのみだったが、後に日本作家の朝松健によって設定が加えられ、作品に登場した。

## 沿革
ハワード・フィリップス・ラヴクラフトと、ルチオ・ダミアーニ師父という2人の人物が別個に言及しているとされている。だが後者は嘘出典であり、実際の出典は前者1つのみである。

### HPラヴクラフトの書簡
```
Yoth-Tlaggon ―at the Crimson Spring Hour of the Amorphous Reflection.
―ラヴクラフト（1932年4月4日付スミス宛書簡より）
```

翻訳すると「無定形の反射の刻、深紅の春のヨス＝トラゴン」または「無定形の反射の刻、深紅の泉のヨス＝トラゴン」となる。"Spring"をどう訳すのかは意見が分かれており、「春」とする説と「泉」とする説がある。

### ルチオ・ダミアーニ師父の著書
ルチオ・ダミアーニ師父は朝松健が創造した架空の人物であり、「クシャの幻影」は架空の文献である。
```
アトランティス
が未だクシャと呼ばれ、
レムリア
がシャレイラリィと呼ばれた太古において、ヨス＝トラゴンは九大地獄の王子と定義された
[
2
]
―ルチオ・ダミアーニ師父「クシャの幻影」（1960）より
```

朝松のクトゥルフ神話短編『ヨス＝トラゴンの仮面』や『ゾスの足音』の注釈にて、ダミアーニ師父の記述が引用されている。
ルチオ・ダミアーニ師父（1921-1991）は「ミュリエル・ドリール博士の白色聖堂同胞団の流れを汲む」人物と設定されている。また「クシャの幻影」が発表されたのは1960年、先述のラヴクラフト書簡が公開されたのは1970年代であるため、ダミアーニ師父がラヴクラフト書簡からヨス＝トラゴンの固有名詞を拝借したとは考えられないと付け加えられている。
ルチオ・ダミアーニの名前は、イタリアの映画監督であるルチオ・フルチとダミアーノ・ダミアーニを合成したもの。

### 作品への登場
謎の固有名詞ヨス＝トラゴンを神名として使用した初期の作品が、朝松のアマチュア時代の小説『アッツォウスの虚言』である。商業作品としては『魔霊の剣』にて登場人物のセリフ中にわずかに言及されたものが最初である。その後、朝松は複数の作品で断片的に言及を行っている。特に2015年の『魔道コンフィデンシャル』では大きく取り上げられた。

## 概要
ヨス＝トラゴンの容姿については2度言及がある。1つ目は『ヨス＝トラゴンの仮面』である人物が幻視した姿で、「巨大で、触手と無数の眼を持ち、皺や鱗に覆われたナメクジのように光沢ある体をして、眼には知性を湛えている」というもの。2つ目は『魔道コンフィデンシャル』にて、投影体として、地中から14本の太い触手群として顕現したもの。
日本の千葉県夜刀浦市や北海道肝盗村でも、立川流ベースの邪教にて他の神仏と習合して誉主都羅権明王の名で祀られている。また「ヨス=トラゴンの仮面」というアーティファクトがある。
明智呈三は、クシャ（アトランティス）ではシュブ＝ニグラスと同一視されたという説を主張している。流基葡鱗は、太古に宇宙から飛来して夜刀浦の地下に封印されていると主張している。肝盗村の近隣住民の間では、肝盗村の地下に悪神ヨス＝トラが棲むと噂されている。
朝松の作品では、ヨス＝トラゴンを崇拝したり契約している魔術師が頻出する。代表例として、ドイツ人魔術師クリンゲン・メルゲルスハイムがいる。人外の崇拝者・眷属としては、知的爬虫類、ミ＝ゴやバイアクヘー（の亜種か）、無名の黒い小眷属たちなどがいる。
『魔道コンフィデンシャル』では、ナイアーラトテップのライバルとして描かれる。だが別の作品では敵対関係はみられず、この二神は複雑怪奇な関係性を有している。
また朝松の作品は英訳刊行されており、日本国外にも知られている。

## 登場・言及作品
- 朝松健：逆宇宙ハンターズ2『魔霊の剣』（1986）、崑央の女王（1993）、ゾスの足音（1994）、邪神帝国『ヨス=トラゴンの仮面』（1994）、邪神帝国『狂気大陸』（1995）、　『マジカルブルー』(1)(2)（マンガ　朝松が原作を担当し、桜水樹が作画　1994年～1995年）肝盗村鬼譚（1996）、「夜刀浦領」異聞（1999）、追ってくる（2000。初稿1991）、弧の増殖（2011）、魔道コンフィデンシャル（2015）